# Igrzyska Panamerykańskie 1967
V Igrzyska Panamerykańskie odbyły się w Winnipeg w środkowej Kanadzie w dniach 23 lipca – 6 sierpnia 1967 r. W zawodach udział wzięło 2361 sportowców z 29 państw. Sportowcy rywalizowali w 169 konkurencjach w 19 sportach. Najwięcej medali zdobyli reprezentanci USA – 244. 

## Państwa uczestniczące w igrzyskach
| - Argentyna - Antyle Holenderskie - Bahamy - Barbados - Belize - Bermudy - Boliwia - Brazylia - Chile - Ekwador | - Gujana - Gwatemala - Jamajka - Kanada - Kolumbia - Kostaryka - Kuba - Meksyk - Nikaragua - Panama | - Paragwaj - Peru - Portoryko - Salwador - Stany Zjednoczone - Trynidad i Tobago - Urugwaj - Wenezuela - Wyspy Dziewicze Stanów Zjednoczonych |

## Dyscypliny i rezultaty
| - Baseball (szczegóły) - Boks (szczegóły) - Gimnastyka (szczegóły) - Hokej na trawie (szczegóły) - Jeździectwo (szczegóły) - Judo (szczegóły) - Kolarstwo (szczegóły) - Koszykówka (szczegóły) - Lekkoatletyka (szczegóły) - Piłka nożna (szczegóły) | - Piłka siatkowa (szczegóły) - Piłka wodna (szczegóły) - Pływanie (szczegóły) - Podnoszenie ciężarów (szczegóły) - Skoki do wody (szczegóły) - Strzelectwo (szczegóły) - Szermierka (szczegóły) - Tenis ziemny (szczegóły) - Wioślarstwo (szczegóły) - Zapasy (szczegóły) |

## Tabela medalowa
| Miejsce | Kraj                                 | Złoto | Srebro | Brąz | Razem |
| 1       | Stany Zjednoczone                    | 128   | 69     | 47   | 244   |
| 2       | Kanada                               | 17    | 39     | 50   | 106   |
| 3       | Brazylia                             | 11    | 10     | 5    | 26    |
| 4       | Argentyna                            | 8     | 14     | 12   | 34    |
| 5       | Meksyk                               | 7     | 16     | 25   | 48    |
| 6       | Kuba                                 | 7     | 16     | 24   | 47    |
| 7       | Trynidad i Tobago                    | 2     | 2      | 3    | 7     |
| 8       | Wenezuela                            | 1     | 4      | 6    | 11    |
| 9       | Kolumbia                             | 1     | 2      | 5    | 8     |
| 10      | Portoryko                            | 1     | 2      | 3    | 6     |
| 11      | Chile                                | 1     | 1      | 3    | 5     |
| 12      | Peru                                 | 0     | 2      | 1    | 3     |
| 13      | Urugwaj                              | 0     | 1      | 4    | 5     |
| 14      | Bermudy                              | 0     | 1      | 1    | 2     |
| 15      | Barbados                             | 0     | 1      | 0    | 1     |
| 15      | Ekwador                              | 0     | 1      | 0    | 1     |
| 17      | Jamajka                              | 0     | 0      | 3    | 3     |
| 18      | Panama                               | 0     | 0      | 2    | 2     |
| 19      | Antyle Holenderskie                  | 0     | 0      | 1    | 1     |
| 19      | Gujana                               | 0     | 0      | 1    | 1     |
| 19      | Wyspy Dziewicze Stanów Zjednoczonych | 0     | 0      | 1    | 1     |